# جید جولی
جید جولی (به انگلیسی: Jade Jolie) با نام کامل جولز گرین (به انگلیسی: Jules Green) (زاده ۲ نوامبر ۱۹۸۶) زن‌پوش و بازیگر آمریکایی است و به عنوان بدل تیلور سوئیفت شناخته می‌شود.
او در موزیک ویدئو تو باید آرام باشی از تیلور سوئیفت حضور داشته است.